# Мітоські Токуґава

Родова емблема Мітоських Токуґава.

Міто́ські Токуґа́ва (яп. 水戸徳川家, みととくがわけ, МФА: [mʲito tokugawa ke]) — японський самурайський рід, одна з трьох бічних гілок роду Токуґава. Походив від Мацудайри Йоріфуси, одинадцятого сина Токуґави Ієясу. Протягом 1606–1871 років володів уділом Міто-хан у провінції Хітаті, в східній Японії, із центром у замку Міто. Початково мала прізвище Мацудайра; з 1636 року — Токуґава.